# Federal Information Processing Standards
Os Federal Information Processing Standards (FIPS; em português, Padrões Federais de Processamento de Informações) são padrões desenvolvidos pela agência governamental dos Estados Unidos National Institute of Standards and Technology (Instituto Nacional de Padrões e Tecnologia) para uso em sistemas de computador por agências do governo americano não-militares e contratantes do governo.
Padrões FIPS são emitidos para estabelecer requerimentos para vários propósitos como garantir segurança e interoperabilidade de computador, e são destinados a casos em que padrões de indústria adequados ainda não existem. Muitas especificações do FIPS são versões modificadas de padrões usados nas comunidades técnicas, como o American National Standards Institute (ANSI), o Institute of Electrical and Electronics Engineers (IEEE) e a Organização Internacional de Normalização (ISO).
Alguns formatos FIPS especificam padrões de segurança em sistemas de criptografia, usados para proteger informações confidenciais em sistemas de computador e de telecomunicação.

## Áreas específicas de padronização FIPS
O governo dos EUA tem desenvolvido várias especificações do FIPS para padronizar um número de tópicos, incluindo:
- Códigos: por exemplo, padrões para codificação de dados (como códigos de condados ou códigos para indicar condições de tempo ou indicações de emergência). Em 1994 o NOAA começou a transmitir sinais codificados chamados códigos FIPS junto com suas transmissões de tempo padrões das estações locais. Estes códigos identificam o tipo de emergência e a área geográfica específica, como um condado, afetado pela emergência.
- Padrões de criptografia, como o Data Encryption Standard (FIPS 46-3[5]) e o Advanced Encryption Standard (FIPS 197[6]).

## FIPS 10-4
O código FIPS 10-4 é similar, mas geralmente incompatíveis, com o padrão ISO 3166-1 alfa-2, códigos de país do Comité Olímpico Internacional, códigos de país da FIFA, e códigos da Organização do Tratado do Atlântico Norte. Em dezembro de 2014, a Agência Nacional de Informação Geoespacial estadunidense interrompeu a manutenção do FIPS 10-4.